# Pian de le Femene
Il Pian de le Femene (talvolta italianizzato in Pian delle Donne) è un altopiano posto sul crinale delle prealpi Bellunesi nelle vicinanze del massiccio del Col Visentin con un valico (propriamente detto Sella di Pian de le Femene) che mette in comunicazione i comuni Limana, in provincia di Belluno, e Revine Lago, in provincia di Treviso. È compreso tra il monte Cor (a nordest, 1322 m s.l.m.) e il monte Boral (a sudovest, 1245 m). La zona è raggiungibile tramite una strada carrabile proveniente da Revine o da un sentiero lungo il Canal di Limana, nei pressi della frazione Valmorel.
Per la sua zona dominante e panoramica e le sue bellezze naturali il piano è una zona turistica frequentata.

## Storia
Attraversato da un valico che collega la pianura Padana alla Valbelluna, il Pian de le Femene è stato sicuramente una zona d'insediamento sin dalla preistoria. A testimonianza di ciò, sono numerosi i reperti archeologici rinvenuti nell'area, databili attorno all'era neolitica. Successivamente le popolazioni hanno abbandonato i crinali prealpini per stabilirsi nel fondovalle.
Il valico ha tuttavia mantenuto un'importanza strategica essendo, assieme al passo di San Boldo e al passo di Praderadego, la principale via di comunicazione tra la Valbelluna centrale e il Trevigiano.
È stato inoltre uno dei luoghi della Resistenza. Il 2 settembre 1944, nel corso della seconda guerra mondiale, presso l'altopiano si riunirono le brigate partigiane "Mazzini", "Fulmine" e "Tolot", le quali raggiunsero poi sul vicino monte Pezza le brigate "Piave", "Mestre", "Casagrande" e "Gandin". A testimonianza di quegli eventi, presso la località si trovano un monumento alla Donna Partigiana di Pezzei e un museo intitolato a Agostino Piol.

## Turismo
La zona è frequentata soprattutto nel periodo estivo, poiché in inverno le nevicate la rendono difficilmente raggiungibile.
La maggior parte delle escursioni partono dal piazzale dove termina la carrozzabile da Revine: possono condurre al Col Visentin, al passo San Boldo o a Valmorel.
Vi sono diverse aree predisposte per sport quali l'equitazione e il tiro con l'arco. Molto praticato è inoltre il ciclismo.